# Simbácio VI Bagratúnio
Simbácio VI Bagratúnio (em grego: Συμβάτιος; romaniz.: Symbátios; em armênio: Սմբատ Զ Բագրատունի; romaniz.: Smbat VI Bagratuni) foi um nobre da família Bagratúnio e príncipe da Armênia de 691 a 711. Era filho de Basterotes III. Foi nomeado príncipe pelo califa omíada Abedal Maleque ibne Maruane (r. 685–705) em resposta a nomeação de Narses V Camsaracano pelo imperador Justiniano II. Ele teve de enfrentar um exército árabe invasor sob Maomé ibne Maruane

## Nome
Simbácio (Symbatius) é a forma latina do armênio Sembate (Սմբատ, Smbat), que embora se saiba ter uma origem iraniana, não se conhece seu significado. Foi registrado em grego com Simbácio (Συμβάτιος, Symbátios), em persa novo como Sunfade (سانپاد, Sunfād) e Simbá / Simbade (سندباد, Sinbād). A tradição armênia preservada em Moisés de Corene atribuiu a origem do nome a Xambate (Շամբաթ, Šambatʻ), um suposto hebreu ativo nos tempos do mítico Valarsaces I.

## Vida

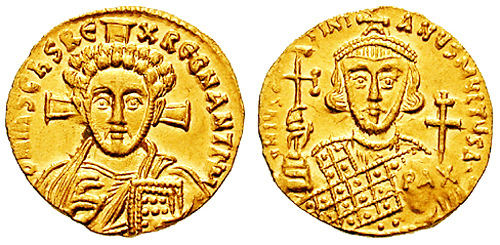
Soldo de (r. 685-695; 705-711)

Era filho de Basterotes III, morto pelos bizantinos cerca de 675. Com a morte de Asócio II em luta contra o imperador Justiniano II, o último ocupou o país e nomeou Narses V Camsaracano como príncipe. Mas o califa Abedal Maleque ibne Maruane (r. 685–705) em seguida tomou controle do país e nomeou Simbácio como príncipe. Para vingar seu pai, executou todos os bizantinos residentes na Armênia, mas também enfrentou um exército árabe sob Maomé ibne Maruane, que assolava o país para colocá-lo sob a autoridade direta do califa. Seu tenente Abedalá ibne Hatim Albaili quis por fim às revoltas armênias e capturar os principais religiosos e príncipes, até Simbácio, que em 695 ficou em prisão domiciliar em Damasco.
Foi libertado em 697 e teve que lutar no ano seguinte contra um exército bizantino enviado por Tibério III (r. 698–705). A batalha entre os dois exércitos deixou-os exaustos. Então ataca Maomé ibne Maruane e o derrota, mas a ameaça árabe o força a buscar a aliança grega. Tibério nomeia-o curopalata e Simbácio lidera a Armênia em nome do Império Bizantino. Ele negocia a paz com o califa, mas com a morte do último e com o advento de seu sucessor, Ualide I (r. 705–715), as perseguições continuam. Simbácio se alia novamente com os bizantinos e a paz com o califa mais uma vez foi concluída, ele aceita a suserania árabe, renuncia ao seu cargo de príncipe e se retira em seus domínios. A Armênia é liderada por um governador árabe, Abdalazize ibne Hatim Albaili.